# Янкелевич, Арсений Александрович
Арсе́ний Алекса́ндрович Янкеле́вич (19 января [1 февраля] 1905, Смоленск — 7 июля 1986, Москва, СССР) — валторнист, педагог и композитор, заслуженный деятель искусств РСФСР (1966).
В 1928 окончил Московскую консерваторию. Солист оркестров, в 1943-45 и с 1948 преподаватель Московской консерватории им. Чайковского (с 1971 г. — профессор), в 1945—1948 годах в Институте им. Гнесиных. В его репертуаре произведения Г. Ф. Генделя, Л. Бетховена, Р. Штрауса, Н. К. Чемберджи. Первый исполнитель концертино для валторны и малого оркестра Шебалина, концерта для валторны с оркестром Гедике. 